# Lothar Geitler
Lothar Geitler (1899–1990) est un botaniste, mycologue et phycologue et cytologiste autrichien.

## Publications
- (de) Geitler L., 1933. Diagnosen neuer Blaualgen von den Sunda-Inseln. Archiv für Hydrobiologie, Supplement 12: 622–634.